# Chiange
Chiange, também chamado de Chiange-Gambos ou simplesmente Gambos, é uma cidade e município da província da Huíla, em Angola.
Tem 8 150 km² e cerca de 150 mil habitantes. É limitado a norte pelos municípios da Chibia e do Quipungo, a leste pelo município da Matala, a sul pelos municípios da Cahama e da Curoca, e a oeste pelo município de Virei.
O município é constituído pela comuna-sede, correspondente à cidade de Chiange-Gambos, e pela comuna de Chibemba.

## Geografia
O município dos Gambos dista 150 km do Lubango, a capital provincial huilina. A sua população é estimada em 151.375 habitantes, maioritariamente composta pela etnia dos nhaneca-humbes, predominante no centro e norte do município.

## Infraestrutura

### Educação
Conta com 68 escolas do ensino primário, sendo 20 com infraestruturas e 48 escolas em condições precárias, ou seja, trabalham com turmas ao relento ou com estruturas improvisadas.